# Ačá
Ačá je stará mongolská jednotka objemu. Do češtiny se dá přeložit jako nůše nebo náklad.
Převodní vztahy:
1 ačá = 103,6 l = 2 chú = 10 súlga = 100 šin = 1000 bitú = 2000 alga = 10 000 chuv´ = 1/2 in